# Place Marius-Pinel
La place Marius-Pinel (en occitan : plaça Marius Pinel) est une voie de Toulouse, chef-lieu de la région Occitanie, dans le Midi de la France. 

## Situation et accès

### Description
La place Marius-Pinel est une voie publique. Elle se situe au cœur du quartier de Guilheméry.
La chaussée compte une seule voie de circulation automobile en sens unique, dans le sens de rotation horaire. Elle appartient à une zone 30 et la vitesse y est limitée à 30 km/h. Il n'existe pas de bande, ni de piste cyclable, quoiqu'elle soit à double-sens cyclable.

### Voies rencontrées
La place Marius-Pinel rencontre les voies suivantes, dans l'ordre des numéros croissants :
1. Rue de la Providence
2. Rue Ferdinand-Bebel
3. Rue Pierre-Loti
4. Rue Galilée
5. Rue Jean-Timbal
6. Rue Henri-Regnault

### Transports
La place Marius-Pinel n'est pas directement desservie par les transports en commun. Elle se trouve cependant à proximité de l'avenue Camille-Pujol, parcourue par la ligne de Linéo L1. Plus loin, le long de l'avenue de Castres et du boulevard Deltour, se trouvent les arrêts des lignes de bus 233751.
La station de vélos en libre-service VélôToulouse la plus proche est la station no 213 (129 avenue de Castres). Située sur la pente de la butte du Calvinet, elle est depuis 2017 considérée comme une station Bonus, qui permet de cumuler du temps supplémentaire pour les abonnés qui y ramènent leur vélo.

## Odonymie
La place est nommée en hommage à Marius Pinel (1864-1928), figure importante du syndicalisme et du socialisme toulousains. En 1892, il est, avec l'appui de Charles de Fitte et de Jean Jaurès, l'un des fondateurs de l'Union des syndicats de la Haute-Garonne – future Bourse du Travail. L'année suivante, il en est d'ailleurs secrétaire général. En 1896, il est élu au conseil municipal que dirige le radical-socialiste Honoré Serres. Après une interruption, il est réélu entre 1906 et 1908, puis entre 1912 et 1919 : comme adjoint au maire du socialiste Jean Rieux, il est chargé du Travail et de l'Assistance sociale. Il est élu une dernière fois en 1925 sur la liste du socialiste Étienne Billières, mais ce mandat est interrompu par sa mort, trois ans plus tard.

## Histoire
En octobre 1939, une tranchée de défense passive, servant d'abri en cas d'attaque aérienne, est aménagée sur la place Marius-Pinel.

## Patrimoine et lieux d'intérêt

### École élémentaire Bonhoure
L'école élémentaire Bonhoure est construite vers 1956, occupant le quart nord-ouest de la place Marius-Pinel. Elle est agrandie en 1965 par une extension de l'aile nord.

### Kiosque à musique
Le kiosque à musique est construit en 1933 pour l'agrément des habitants du quartier. Il est bâti selon les plans de l’architecte de la ville, Jean Montariol. Il se distingue par son architecture Art déco influencé et son décor influencé par l'art égyptien. Il possède une structure en béton armé. Un escalier de six marches monte à la plate-forme supérieure, occupée par la scène. Dix colonnes, reliées par des garde-corps en ferronnerie aux motifs géométriques, supportent un entablement sur lequel repose la coupole. Les colonnes et l'entablement sont mis en valeur par des mosaïques en pâte de verre,.

### Maisons
- no  2 : villa du docteur Daynié (1935, Antoine et Pierre Thuriès)[7].
- no  13 : maison toulousaine (vers 1920)[8]
- no  18 : maison (1949)[9].
- no  19 : maison (vers 1930)[10].
- 33 rue Bébel : maison (angle avec la Place Marius Pinel) 1923